# Pheidole victoris
Pheidole victoris är en myrart som beskrevs av Auguste-Henri Forel 1913. Pheidole victoris ingår i släktet Pheidole och familjen myror. Inga underarter finns listade i Catalogue of Life.